# Northam (Devon)
Northam è un paese di 11 632 abitanti della contea del Devon, in Inghilterra.